# Hacıpehlivan, Biga
Hacıpehlivan là một xã thuộc huyện Biga, tỉnh Çanakkale, Thổ Nhĩ Kỳ. Dân số thời điểm năm 2011 là 520 người.